# Johan Görbitz

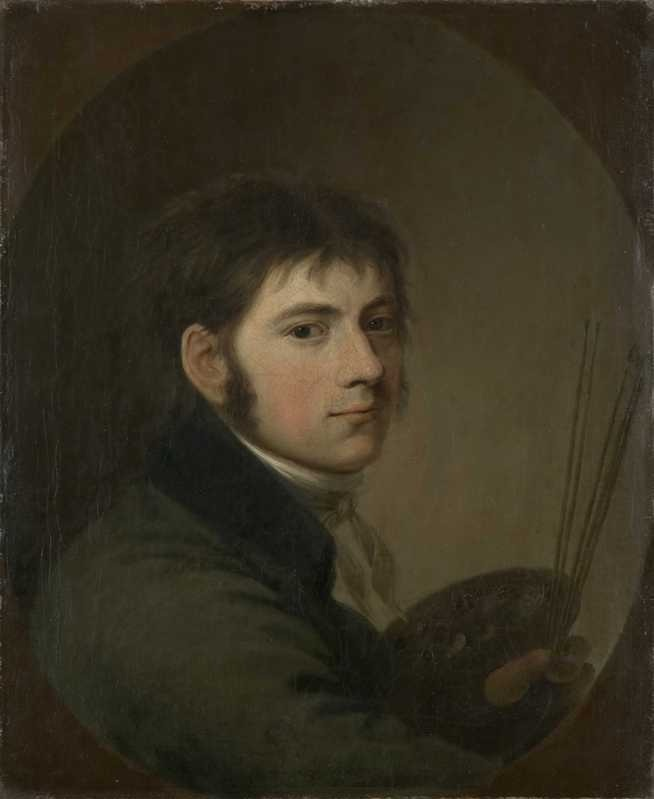
Självporträtt

Johan Görbitz, född den 8 augusti 1782 i Bergen, död den 3 juni 1853 i Kristiania, var en norsk målare. 
Görbitz  studerade i Köpenhamn, uppehöll sig länge i Dresden, Wien och Paris samt ägnade sig huvudsakligen åt porträttmålning. Från 1835 var han bosatt i Kristiania. 
Hans porträtt visar sund och rättfram uppfattning och karakteriseringsförmåga. Som landskapsmålare var han däremot föga märklig. Han är representerad i norska nationalgalleriet.